# A Chorus Line
A Chorus Line é um musical sobre dançarinos da Broadway que participam da seleção por um lugar na linha de coro de um novo musical.Com dezenove personagens principais, toda a história se passa num palco nu de um teatro nova-iorquino. A trama oferece um vislumbre das personalidades dos bailarinos e do diretor e coreógrafo do show, à medida que eles descrevem os eventos que moldaram suas vidas e as decisões que os fizeram tornarem-se dançarinos.
Criado, dirigido e coreografado por Michael Bennett, o libreto da peça foi escrito por James Kirkwood Jr. e Nicholas Dante, as letras por Edward Kleban e a música por Marvin Hamlisch. Levado aos palcos em abril de 1975, tornou-se um dos grandes fenômenos de público e de crítica nos Estados Unidos e no resto do mundo, ficando cerca de quinze anos ininterruptamente em cartaz na Broadway, quebrando, em sua época, todos os recordes de bilheteria e quantidade de apresentações.
O sucesso sem precedentes que conquistou desde a estreia fez com que fosse indicado para doze prêmios Tony, dos quais ganhou nove, além do Prêmio Pulitzer para Drama de 1976. Fenômeno também de bilheteria, ele foi apresentado 6137 vezes consecutivas, arrecadando cerca de US$ 277 milhões através da venda de mais de 6,5 milhões de entradas, e tornando-se o espetáculo de mais longa duração na história da Broadway até sair de cartaz em 1990. Até hoje é o musical de maior duração produzido originalmente nos Estados Unidos e o quarto na lista dos maiores de todos os tempos.
A Chorus Line produziu centenas de montagens bem-sucedidas ao redor do mundo por mais de trinta anos e teve um relançamento na Broadway em 2006, dezesseis anos após o encerramento e trinta e um anos após a estreia da montagem original. Apresentado entre outubro de 2006 e agosto de 2008, o musical voltou a conquistar popularidade entre a nova geração, recuperando seu investimento inicial de US$ 8 milhões em apenas dezenove semanas, além de ser indicado a mais dois prêmios Tony.

## Enredo
Durante uma seleção de dançarinos para um futuro musical na Broadway, o imponente diretor e coreógrafo 'Zack' e seu assistente 'Larry', colocam os candidatos - todos desesperados por um trabalho -  em seu próprio ritmo. Após o primeiro corte, sobram 17 candidatos. Zack lhes diz que está procurando por uma forte linha de coro para o espetáculo, formada por quatro homens e quatro mulheres. Ele quer saber mais sobre eles, e pede aos bailarinos que se apresentem e falem de si. Com relutância, os candidatos começam a falar de suas vidas. As histórias começam geralmente em ordem cronológica - da infância até a vida adulta e ao iminente fim de suas carreiras.
O primeiro candidato, 'Mike', explica que ele é o mais novo entre doze irmãos. Relembra sua primeira experiência com a dança, observando as aulas de dança da irmã quando estava na pré-escola. Mike toma o lugar da irmã certo dia em que ela se recusa a ir às aulas, e fica por lá. Outro candidato, 'Bobby', tenta esconder sua infância infeliz fazendo piadas. À medida que ele fala, os outros candidatos começam a ter dúvidas sobre este estranho método de audição e debatem sobre o que e se devem revelar suas vidas à Zack. Mas, como todos precisam do emprego, a sessão continua.
Zack fica irritado quando nota que um das candidatas, 'Sheila', não está levando o processo de seleção a sério. Obrigando-a a falar, ela revela que sua mãe a tivera muito jovem e que seu pai nunca amou ou cuidou das duas como deveria. Quando tinha seis anos descobriu que o balé lhe dava alívio e conforto para a triste infância que levava, assim como 'Bebe' e 'Maggie', mais duas candidatas. 'Kristine', que sofre de atenção dispersa, é surda para tons musicais e seus lamentos de que nunca poderá cantar são sempre interrompidos pelo marido 'Al', também um dos dançarinos, em perfeita sintonia com o fim de suas frases.
'Mark', o mais jovem deles, relembra a primeira vez que teve contato com fotos de mulheres nuas e sua primeira ejaculação noturna durante um sonho erótico, enquanto outros trocam lembranças da adolescência. 'Greg' fala sobre a descoberta de homossexualidade e Diana relembra sua horrível exibição de dança na escola secundária. 'Don' fala de seu primeiro emprego como go-go boy em um clube noturno e 'Richie' conta com quase se tornou um professor do jardim de infância. 'Judy' faz reflexões sobre sua infância de menina problemática e a pequenina sino-americana 'Connie' (1,47 m) fala das agruras de ser uma bailarina muito baixinha. Finalmente, a atraente e recém-siliconada 'Vic' explica a Zack que talento sozinho não ajuda muito com os selecionadores de elenco e que seios siliconados podem ajudar bastante a conseguir um emprego.
Os dançarinos descem então para os bastidores a fim de aprenderem uma nova canção para a nova bateria de testes, mas 'Cassie' fica no palco a pedido de Zack. Ela é uma dançarina veterana que já tivera algum sucesso dançando solo. Ela e Zack tiveram uma relação amorosa no passado. O diretor a selecionou para um trabalho anterior e os dois passaram sete anos juntos. Zack diz a Cassie que ela é muito boa para participar de linha de coro e não deveria estar ali. Mas ela responde que não tem conseguido mais trabalhos regularmente como dançarina solo e está ansiosa para "voltar para casa", à linha de coro - local de onde foi tirada para brilhar individualmente por Zack anos atrás, e onde ela pode ao menos expressar sua paixão pela dança. O diretor então a manda descer e se juntar ao resto dos dançarinos.

"One": A icônica imagem da 'linha de coro' original de A Chorus Line (Broadway, 1975)

Zach chama 'Paul' ao palco e ele emocionalmente revive sua infância e suas experiências na escola secundária, seu início de carreira como drag queen, chegando a um acordo pessoal entre sua masculinidade e homossexualidade e a reação de seus pais ao descobrirem seu estilo de vida alternativo. Narrando sua vida, Paul tem um colapso emocional e é confortado por Zack. A complexa relação anterior de Zack e Cassie ressurge durante o ensaio de um número criado para designar uma estrela sem nome (One); ele confronta Cassie dizendo que ela está dançando sem convicção e os dois resolvem repassar os fatos que fizeram com que seu relacionamento e a carreira dela não dessem certo. Zack aponta para o resto dos dançarinos que ensaiam como uma máquina de dança, parecendo fundidos num só corpo pela perfeita sincronia de movimentos e assinala que nenhum deles provavelmente conseguirá se destacar individualmente como artista.
Durante uma sequência de sapateado, Paul cai e machuca o joelho, operado recentemente. Depois dele ser levado ao hospital, os outros dançarinos quedam em silêncio e descrença, entendendo que suas carreiras também podem acabar num instante. Zack então pergunta aos restantes o que eles fariam se não pudessem mais dançar. Eles lhe respondem que, não importa o que aconteça, nenhum deles sentirá arrependimento por nada. Os oito escolhidos ao final são Mike, Cassie, Bobby, Judy, Richie, Val, Mark e Diana.
O número final e música-assinatura do musical - "One (Um)" - começa com a entrada de cada um dos dançarinos no palco curvando-se para a plateia, numa apresentação pessoal e de agradecimento, suas roupas de ensaio que formavam uma miscelânea de formas e cores agora trocadas por um único costume de gala e cartola dourados, que os iguala a todos em aparência. À medida que cada dançarino entra no palco e se junta ao grupo, com movimentos perfeitamente sincronizados, vai ficando difícil distingui-los uns dos outros. Ironicamente cada personagem, que tinha sua própria individualidade durante os testes, agora parece ser nada mais que um anônimo componente de uma igual, perfeita e única linha de coro. Todos eles transformam-se em apenas "Um".

## Personagens
- Zach – o imperial e bem sucedido coreógrafo e diretor do musical.[6]
- Larry – seu assistente[6]

Dançarinos:
- Don Kerr – um homem casado que já trabalhou em boates de strip-tease masculino.[6]
- Maggie Winslow – uma mulher doce que cresceu em um lar com um pai ausente.[6]
- Mike Costa – um dançarino de estilo agressivo que aprendeu sapateado ainda na infância.[6]
- Connie Wong – uma pequenina sino-americana que parece não ter idade.[6]
- Greg Gardner – um gay que comenta sua homossexualidade e a primeira experiência com uma mulher.[7]
- Cassy Ferguson – uma ex-dançarina solo em baixa na carreira e com uma relação mal sucedida com Zach.[6]
- Sheila Bryant – uma dançarina sexy já de idade mais avançada, que conta de sua infância infeliz.[8]
- Bobby Mills – o melhor amigo gay de Sheila, que faz piadas com sua educação conservadora.[6]
- Bebe Benzenheimer – uma jovem dançarina que só se sente bonita quando dança.[7]
- Judy Turner – uma dançarina alta, desajeitada, mas engraçada.[6]
- Richie Walters – um dançarino negro entusiasmado que já pensou em ser professor do jardim de infância.[6]
- Al DeLuca – um ítalo-americano que toma conta da mulher, também bailarina.[6]
- Kristine Urich (DeLuca) – a esposa dispersa de Al, que não consegue cantar.[6]
- Val Clark – uma excelente dançarina boca suja e atraente que não conseguia trabalho até fazer implantes de silicone.[9]
- Mark Anthony – o mais jovem dos dançarinos, que relembra a época em que contou ao padre de sua paróquia que pensava ter gonorreia.[10]
- Paul San Marco – um gay porto-riquenho introvertido e inseguro, que começa a se sentir mais confortável com sua homossexualidade.[9]
- Diana Morales – outra porto-riquenha e amiga de Paul, foi sempre subestimada por seus professores.[7]

Dançarinos cortados:
- Tricia – que tem um breve solo vocal.
- Vicki – que nunca estudou balé.
- Lois – porque dança como bailarina.
- Roy – que não pode manter os braços na posição correta.
- Butch – que tem uma desavença durante os ensaios.
- Tom – um americano comum.
- Frank – que fica olhando para os pés enquanto dança

## Números musicais
A Columbia Records gravou o álbum do musical com o elenco original em 3 de junho de 1975, antes mesmo do musical estrear na Broadway. Durante a peça ocorrem os seguintes números musicais:
- "I Hope I Get It" – Zach, Tricia, Paul e o grupo
- "I Can Do That" – Mike
- "And..." – Bobby, Richie, Val e Judy
- "At the Ballet" – Sheila, Bebe e Maggie
- "Sing!" – Kristine, Al e o grupo
- "Montagem Parte 1: Hello Twelve, Hello Thirteen, Hello Love" – Mark, Connie e o grupo
- "Montagem Parte 2: Nothing" – Diana
- "Montagem Parte 3: Mother" – Don, Judy, Maggie e o grupo
- "Montagem Parte 4: Gimme the Ball" – Greg, Richie e o grupo
- "Dance: Ten; Looks: Three" – Val
- "The Music and the Mirror" – Cassie
- "One" – o grupo
- "The Tap Combination" – o grupo
- "What I Did for Love" – Diana e o grupo
- "One" (Final) – o grupo

## Produção e carreira
O musical foi montado por Michael Bennett a partir de uma série de sessões de trabalho, numa espécie de terapia grupal, gravadas em fitas com dançarinos da Broadway conhecidos como "ciganos" (dançarinos de alta qualidade técnica que viajavam pelo país participando de musicais de cidade em cidade, sempre como coadjuvantes das grandes estrelas nos papéis principais), oito dos quais integraram o elenco original do espetáculo. A primeira sessão gravada aconteceu em 18 de janeiro de 1974, com a presença de Bennett e mais 22 dançarinos. Os dois dançarinos que a organizaram, Michon Peacock e Tony Stevens, imaginavam criar uma companhia profissional de dança para fazer reuniões de trabalho para dançarinos da Broadway. Bennett foi convidado a se juntar ao grupo inicialmente como observador mas aos poucos passou a comandar as reuniões. Durante estas reuniões e ensaios, onde a história de A Chorus Line foi sendo construída e, ao contrário do musical pronto onde os personagens escolhidos ao final eram sempre os mesmos, personagens diferentes eram escolhidos ao final para fazerem parte da linha de coro e sempre mudavam, resultando em genuína surpresa por parte do elenco.
Nas reuniões subsequentes, entretanto, passaram a ser os mesmos personagens a conseguirem o lugar no coro. Marvin Hamlisch, o autor da trilha sonora premiada, relembra que, nas primeiras apresentações, o público dava opiniões e interferia no argumento original. A atriz Marsha Mason, por exemplo, depois de assistir a uma das prévias, fez ver a Bennett que "Cassie" tinha feito tudo certo e merecia um lugar no coro ao invés de ser recusada ao fim das audições. Por isso Bennett mudou o destino da personagem, e ela é um dos oito dançarinos escolhidos no final da história.

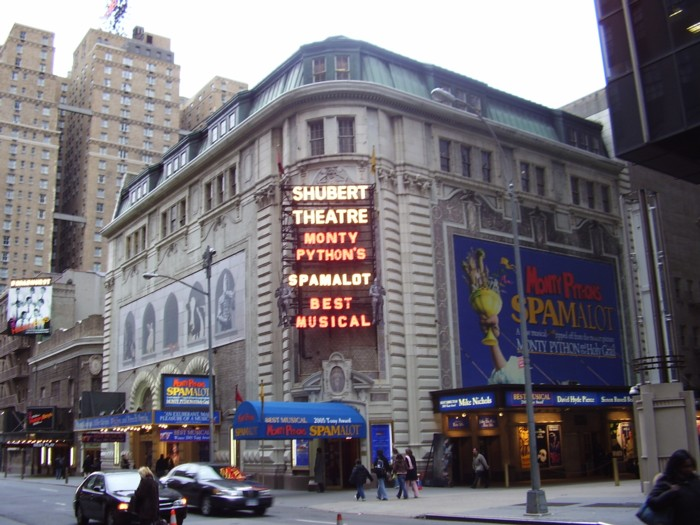
O Shubert Theatre, na Broadway, onde A Chorus Line foi apresentado por quinze anos consecutivos.

A Chorus Line estreou Off-Broadway no Public Theater em 15 de abril de 1975  Na época, os administradores do teatro e os produtores não tinham dinheiro para financiar o musical e foram obrigados a conseguir US$ 1,6 milhão emprestado a fim de poderem montar e estrear o espetáculo, dirigido e coreografado por Bennett, com Bob Avian como co-coreógrafo.
O boca-a-boca existente sobre a peça mesmo antes dela estrear criou tal demanda que os ingressos de toda a temporada programada para o The Public foram vendidos quase que imediatamente, obrigando o produtor Joseph Papp a providenciar rapidamente a mudança do espetáculo para a Broadway. Em 25 de julho de 1975 o musical estreava na Broadway, no Shubert Theatre, onde ficaria durante quinze anos consecutivos.
Entre os triple threats (dançarinos/atores/cantores) da montagem original estavam Donna McKechnie (Cassie) premiada com o Tony de melhor atriz em musical, Kelly Bishop (Sheila) e Sammy Williams (Paul), ambos premiados com o Tony de melhores atores coadjuvantes, Pamela Blair (Val), Wayne Cilento (Mike), Kay Cole (Maggie), Patricia Garland (Judy), Priscilla Lopez (Diana) e Robert LuPone (Zach), os dois também indicados ao Tony de melhores coadjuvantes, Baayork Lee (Connie), Renee Baughman (Kristine), Ronald Dennis (Richie), entre outros.
A produção foi nomeada para doze prêmios Tony, ganhando nove: melhor musical, melhor livro musical, melhor trilha sonora, melhor diretor, melhor coreografia, melhor atriz (McKechnie), melhor atriz coadjuvante (Bishop), melhor ator coadjuvante (Williams) e melhor iluminação. Além disso, ganhou também o Prêmio Pulitzer para Drama de 1976, um dos poucos musicais a receber esta honraria, e o prêmio de melhor espetáculo teatral da temporada do New York Drama Critics' Circle.
Em 1976, vários dos dançarinos originais foram para Los Angeles participar da versão do musical montado na Costa Oeste. Com isso alguns papéis ficaram vagos na produção da Broadway, e nova seleção foi feita, integrando bailarinos como Ann Reinking, Sandhal Bergman, Christopher Chadman e Barbara Luna nos lugares deixados vazios na 'linha do coro'.
Em 29 de setembro de 1983, na noite de sua 3389.ª apresentação, uma a mais que Grease, A Chorus Line tornou-se o maior recordista em apresentações da história da Broadway. Nesta noite a apresentação teve uma comemoração especial, com a presença de quase todos os atores, cantores e bailarinos que se apresentaram  na peça durante seus, até então, oito anos de exibição, participando de diversas cenas do espetáculo, incluindo vários da formação original de 1975. O número final colocou no palco cerca de 330 integrantes dos vários elencos em quase uma década de apresentações. Quando finalmente saiu de cartaz, em 28 de abril de 1990, tinha feito 6137 apresentações consecutivas, marca que só seria batida nos vinte anos seguintes por Cats, Os Miseráveis e O Fantasma da Ópera. Neste período arrecadou US$277 milhões e vendeu cerca de 6,5 milhões de ingressos.

## Crítica
Considerado como uma revolução na maneira como os musicais deveriam ser apresentados, estética  e tecnicamente, A Chorus Line teve sua carreira nos palcos da Broadway não apenas com anos de sucesso de público mas sob uma quase unânime aclamação da crítica especializada e da mídia norte-americana como um todo. A revista Newsweek colocou Donna McKechnie, a 'Cassie', em sua capa, vestida a caráter, para ilustar uma reportagem sobre os novos caminhos da Broadway depois do musical.  Ken Mandelbaum, respeitado colunista teatral de Nova York, escreveu sobre o musical e seu criador, que ele era "a melhor mistura de todos os elementos que fazem um grande musical já conseguida por um artista teatral." Para Frank Rich, chefe da crítica teatral do The New York Times, "foi a junção de todos os elementos no que de mais puro e cru existe das áreas do teatro, um palco fundo e vazio, feito por seu criador, que fez com A Chorus Line arrebatasse e emocionasse suas audiências".
Em 1998, oito anos depois do encerramento da carreira do musical na Broadway, o ator e ensaísta William McKay escreveu o seguinte sobre o espetáculo:
| “ | Apesar de todos os espetáculos teatrais serem resultados de um trabalho colaborativo, 'A Chorus Line' particularmente deve seu sucesso apenas a seu verdadeiro criador, Michael Bennett. Nunca antes um diretor-coreógrafo teve tanto domínio sobre a formação de um musical. Apesar de Bennett saber que o espetáculo deveria ter um apelo comercial para as plateias, ele queria colocar sob os holofotes aqueles "ciganos", os dançarinos de coro sempre nas sombras. Ele queria honrar a vida de um dançarino. (...) Apesar deste musical ser focado nas vidas dos dançarinos, o público o entendia como um peça que falava de suas próprias vidas e experiências. Entretanto, foram os profissionais e as jovens esperanças da dança que presumivelmente mais foram tocados por ele. Os jovens artistas sentiam a excitação por seus sonhos, enquanto os mais veteranos se identificavam com a dificuldade de se manterem na profissão e no show-business, não apenas para se sustentarem mas pelo amor à dança. Pergunte a quase qualquer ator ou bailarino que o assistiu, e ele lhe dirá que 'A Chorus Line' lhe acendeu uma faísca ou lhe deu um momento de inspiração tirados de alguma parte de suas almas. De alguma maneira eles descobriram suas próprias histórias naquele palco nu, com todas as alegrias e desapontamentos, medos, memórias e esperanças. Como a personagem Cassie diz a Zach, diretor e seu ex-namorado por sete anos, quando ele quer lhe impedir de participar da seleção por ser boa demais para integrar um simples coro: "Eles são todos especiais.... eu ficaria feliz de dançar naquela linha de coro....sim, eu ficaria....e farei parte desta linha de coro!". | ” |

## Produções subsequentes
O sucesso do musical fez com que rapidamente expandisse suas apresentações para outras cidades dos Estados Unidos - com um espetáculo montado em Los Angeles em 1976 - e pelo mundo. Uma produção estreou na Inglaterra no mesmo ano, no West End de Londres, onde fez carreira por vários anos e recebendo no ano de estreia o Laurence Olivier Award como Melhor Musical de 1976, o primeiro ano em que o prêmio foi instituído. Os anos seguintes viram versões do musical na Austrália, México, Brasil (ver seção), Sérvia, Dinamarca, Suíça, Alemanha, Nova Zelândia, Porto Rico, entre outros.
Na Itália, o musical teve várias reedições, sendo as mais recentes produzidas pela Compagnia della Rancia, do ator e diretor Saverio Marconi - que foi o responsável por dirigir a primeira montagem - em 1998 e novamente em 2008. No México, ele estreou em 9 de maio de 1989 e ganhou uma remontagem em novembro de 2010.
Em 2006, o co-coreógrafo original do musical, Bob Avian (Bennett, o criador, diretor e principal coreógrafo morreu de AIDS em 1987) dirigiu uma nova versão de A Chorus Line na Broadway, dezesseis anos depois de seu encerramento oficial, com a coreografia reconstruída por Baayork Lee, que fez o papel de 'Connie' em 1975. Estreando no Gerald Schoenfeld Theatre em 5 de outubro, depois de uma pré-temporada de teste em San Francisco, o relançamento foi saudado pela crítica e pelo público, sendo apresentado por quase dois anos, até agosto de 2008, num total de 759 apresentações. O sucesso do musical com a nova geração de espectadores foi tanto que a produção, orçada em US$ 8 milhões, pagou-se em apenas 19 semanas.  Além disso, a remontagem foi indicada a dois prêmios Tony, para Charlotte d'Amboise (a 'Cassie' da versão 2006) e como melhor relançamento.
O contrato original do musical previa uma partilha da receita entre o diretor e os integrantes do elenco. Entretanto, o contrato do relançamento de 2006 não possuía esta cláusula. Em fevereiro de 2008, um acordo foi fechado entre os integrantes originais e os controladores do patrimônio de Michael Bennett, de maneira a que aqueles também passassem a receber dividendos dos lucros da remontagem.
Em 2008, uma nova turnê norte-americana teve início por 24 cidades durante 35 semanas, colocando novamente o musical em cartaz até junho de 2009.  Numa das etapas desta turnê nacional, a bailarina brasileira Silvia Brasil participou da remontagem em Miami, no papel de "Vicky".
Em 2010 outra turnê nacional aconteceu nos Estados Unidos e em fevereiro de 2013 o espetáculo ganhou uma remontagem em Londres, dirigida pelo co-coreógrafo da montagem original americana, Bob Avian, 37 anos após sua estreia em 1976. A triple threat (atriz/bailarina/cantora) britânica Leigh Zimmerman ganhou o Laurence Olivier Award de Melhor
Atriz Coadjuvante pelo seu trabalho como "Sheila Bryant" na remontagem.

## Outras mídias
Já em 1975 foi lançado um LP com as canções do musical, pela Columbia Masterworks.
Em 1985, A Chorus Line foi levado ao cinema num filme de Richard Attenborough, com Michael Douglas no papel de 'Zach'. Apesar de ser indicado a três oscars técnicos, o filme não teve boa recepção da crítica: no site Rotten Tomatoes, especializado em reunir críticas da imprensa sobre cinema e atribuir porcentagens de aprovação, o filme possui um índice de apenas 40%, indicando que apenas 4 em cada 10 críticos profissionais que analisaram o filme publicaram críticas positivas. No site Metacritic, de proposta similar, mas que estabelece um sistema de pontuação de 0 a 100, o filme obteve apenas 46 pontos, com base em 13 críticas publicadas na imprensa.
Vincent Canby, crítico de cinema do The New York Times, apontou em sua resenha: "Embora fosse comum se achar que Hair não funcionaria como um filme, Milos Forman conseguiu transformá-lo num dos mais originais filmes dos últimos 20 anos. Desde então passaram a dizer que A Chorus Line não poderia ser filmado - e dessa vez estavam certos". O filme foi um fracasso de bilheteria, não conseguindo reaver o investimento. Michael Bennett declinou do convite para participar da produção quando sua proposta de que o filme fosse feito como uma seleção de dançarinos para o próprio filme baseado no musical, ao invés de uma transposição literal da peça para o cinema, foi recusada. Quando Attenborough aceitou dirigir o projeto, houve receios quanto ao tratamento que um diretor britânico daria a uma história essencialmente americana.
Sobre ele, declarou a atriz e bailarina Kelly Bishop, a "Sheila" da montagem original na Broadway, premiada com um Tony (o maior prêmio do teatro norte-americano) pelo papel: "Foi terrivel quando vi o diretor Richard Attenborough num programa de entrevistas dizer que o filme era sobre um grupo de jovens bailarinos tentando vencer no show business. Eu quase joguei meu aparelho de tv pela janela e pensei: Que idiota!. Ele é sobre um grupo de dançarinos já veteranos, procurando por uma última chance de trabalho antes que seja tarde demais! Não me admirei que o filme tenha naufragado."
Em 1990, dois integrantes do musical original, Baayork Lee e Thommie Walsh, colaboraram com o escritor Robert Viagas na confecção do livro On the Line: The Creation of A Chorus Line, que conta as origens e a evolução do musical, incluindo entrevistas com todo o elenco original.
Em 2006, quando do lançamento da remontagem do musical, os cineastas James D. Stern e Adam Del Deo produziram e dirigiram um documentário de longa-metragem chamado Por Trás de A Chorus Line, que inclui material de arquivo com Michael Bennett, Bob Avian, Marvin Hamlisch e integrantes do elenco original como Donna McKechnie e Baayork Lee. O filme inclui algumas das gravações de áudio feitas em 1974 durante a preparação do musical e imagens de bastidores tanto da seleção do original de 1975 quanto da remontagem de 2006. A produção do documentário começou a ser feita em 2005, quando 3 mil bailarinos, vindos de várias partes do país, compareceram ao primeiro dia de audições anunciada para a remontagem do musical em Nova York. O filme estreou mundialmente no Festival Internacional de Cinema de Toronto de 2008, nos Estados Unidos em 2009 e ganhou o Satellite Awards de melhor filme/documentário do ano.

## Outros prêmios
- 1976 Los Angeles Drama Critics Circle - melhor musical, melhor direção, melhor coreografia, melhor iluminação, melhor livro de musical.[57]
- 1976  Theatre World Award Especial - a cada membro de equipe de criação e aos atores do elenco original.[58]
- 1976 Drama Desk Award - melhor livro de musical, melhor diretor de musical, melhor música e letra, melhor atriz, melhor coreografia.[59]
- 1976 Obie Award - melhor ator e melhor atriz ; especial - dado aos criadores e alguns membros do elenco [11]
- 1976 Evening Standard Award  - melhor musical [11]
- 1978 Gold Record Award - dado pela  Columbia Records [11]
- 1984 Tony (especial) - por se tornar o musical de maior duração na Broadway.[11]

## No Brasil
A montagem brasileira, que estreou em São Paulo em 1983, foi traduzida por Millor Fernandes, produzida por Walter Clark e contou com a direção musical de Murilo Alvarenga. No elenco, quase todo de desconhecidos e onde vários alcançaram o estrelato posteriormente, Cláudia Raia (então com 16 anos), Ricardo Bandeira, Raul Gazzolla, Regina Restelli, Thales Pan Chacon, Eduardo Martini, Teca Pereira, Katia Bronstein, Luiz Carlos Buruca, Guilherme Leme, Márcia Albuquerque – a primeira "Cassie" brasileira, "Laura" no Brasil – Viviane Alfano, Rubens Gabira, Dil Costa, Maria Lúcia Priolli, Rita Malot e Nadia Nardini, entre outros.  A única figura então já conhecida do grande público era a bailarina e atriz Heloísa Millet, que sete anos havia surgido nacionalmente no corpo de dança da abertura do programa Fantástico, da Rede Globo, e feito algumas novelas em papéis secundários nos anos seguintes. Além de participar de um dos elencos da versão brasileira, a bailarina e coréografa Maíza Tempesta também participou do elenco do musical na Broadway, em 1983, ao lado de mais 332 bailarinos que comemoraram juntos, em cima de um palco reforçado do teatro, a quebra do recorde de apresentações seguidas de um musical.

### Histórico
Quando pediu demissão em 1982 da Rede Bandeirantes, onde dirigia a emissora, Walter Clark declarou: "Sou rico. Vou é fazer musicais". Clark assistiu a peça a primeira vez em 1976 e, com sua demissão, decidiu finalmente produzir o espetáculo no país; para tanto contou com antigos sócios desde os tempos em que foi o "todo poderoso" da Rede Globo - José Octavio de Castro Neves e José Arce, unidos na firma Clark, Neves, Arce, Associados.
Apesar de contar com os sócios, Clark precisou levantar dinheiro para concretizar a produção, fazendo-o por meio da venda de cotas que, primeiramente estabelecidas no valor de 1,5 milhão de Cruzeiros cada uma, foram depois majoradas para 3 milhões, dando direito à participação em 1% dos lucros; foram vendidas 44 cotas e o investimento na época chegou à cifra recorde no país de 300 milhões de Cruzeiros.
A seleção dos atores teve início ainda naquele ano. Cláudia Raia, então com 16 anos, foi escalada pelo próprio Clark, para interpretar um papel de uma mulher vinte anos mais velha, o segundo mais importante do musical. A seleção do elenco ocorreu na sala principal da Escola Municipal de Bailados e, para os vinte e oito papéis disponíveis, mais de 800 pretendentes disputaram as vagas que incluíam os principais, coadjuvantes e reservas - dentre as quais a já veterana Heloísa Millet e os estreantes Raul Gazzola e Maria Cláudia Raia. Em dezembro de 1983 a revista Veja consignou que a montagem brasileira "repetiu, na preparação de sua estreia em São Paulo, a trama do roteiro em que vários candidatos à "fila dos coristas" contam suas vidas e exibem suas habilidades". Walter Clark, sobre essa disputa, declarou à época que "até de Rondônia veio gente."

Regina Restelli e Luiz Carlos Buruca em ação na montagem brasileira de A Chorus Line, em 1983.

Para o treinamento dos bailarinos veio dos Estados Unidos o coreógrafo Roy Smith, responsável pelas montagens paralelas no país de origem e estrangeiras; na época Smith disse que os brasileiros não tinham a técnica dos dançarinos americanos e europeus, mas eram dotados de uma enorme vontade de aprender o que, segundo ele, "Só com isso já dá para fazer um grande espetáculo".

### O espetáculo
A produção paulista foi encenada no Teatro Sérgio Cardoso, pertencente ao governo do estado; na época a Associação dos Produtores de Espetáculos Teatrais do Estado de São Paulo, por razões de patrulhamento ideológico, manifestou-se contrária à produção da peça com argumentos que foram desde a uma suposta reserva do teatro a outro produtor até o fato de que a peça não acrescentaria nada à "genuína produção nacional", pois que era "importada".
Dias antes da apresentação inicial foi constatado que a posição da orquestra abafava a voz dos atores/bailarinos; a solução encontrada foi a colocação de uma cobertura, de modo que para acompanhar o desenrolar do musical o maestro Murilo Alvarenga teve colocado à sua frente um monitor de televisão; igual recurso foi usado nas coxias, onde o elenco de apoio e reservas reforçavam o coro.
A Chorus Line teve três pré-estreias para convidados; a primeira delas, em 10 de março de 1983, um domingo, a última na terça-feira seguinte quando por cerca de vinte vezes foi interrompido o espetáculo para os aplausos do público que, nos dois minutos finais, quando os atores não mais aparecem com roupas de ensaio, mas em trajes de gala, aplaudiu de pé.
Após sete meses da bem sucedida temporada em São Paulo, o musical transferiu-se para o Rio de Janeiro em 1984, onde foi apresentado no Teatro Tereza Rachel.